# Anon
「anon」（アノン）は、藤木直人の通算6枚目のシングル。2001年8月1日にポニーキャニオンより発売。

## 概要
前作「2 HEARTS」から約4ヶ月ぶりのシングル。オリコン週間シングルチャートで初登場17位、初のオリコンTOP20入りとなる。カップリング曲は「shower」。

## 収録曲
1. anon
（作詞・作曲・編曲:シライシ紗トリ）
2002年発売の2ndアルバム『WARP』に「anon」の2002 Limited Editionバージョンを収録。PVはDVD「別冊 nao-hit TV 〜2001 limited〜」に収録され、後にDVD「F△7-VISUAL COLLECTION-」にも収録された。
2. shower
（作詞・作曲:藤木直人、シライシ紗トリ/編曲:シライシ紗トリ）
3. anon instrumental
（作曲・編曲:シライシ紗トリ）

## 収録アルバム
- WARP（M-1）
- HISTORY of NAOHITO FUJIKI 10TH ANNIVERSARY BOX（ベストアルバム限定盤）（M-1）
- HISTORY of NAOHITO FUJIKI Standard Edition（ベストアルバム通常盤）（M-1）

## テレビ出演
- ミュージックステーション（2001年8月10日、テレビ朝日）（M-1）
- MUSIX!（2001年8月12日、テレビ東京）（M-1）
- HEY!HEY!HEY! MUSIC CHAMP（2001年8月13日、フジテレビ）（M-1）
- FUN（2001年8月24日、日本テレビ）（M-1）
- 堂本兄弟（2001年9月9日、フジテレビ）（M-1）